# دنغري

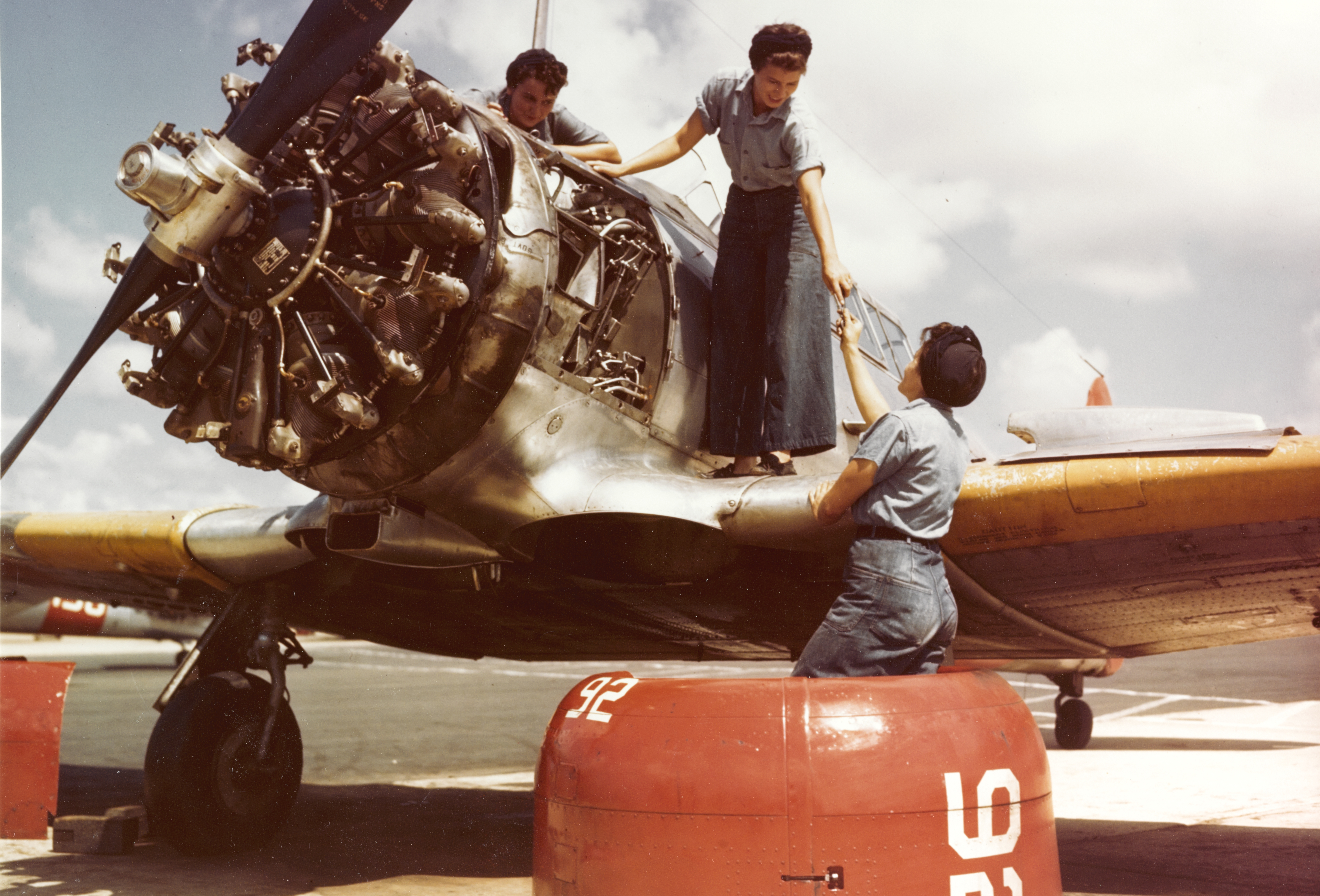
يرتبط الدنغري بملابس العمل ويُرى هنا على العمال الذين يعملون على مدرب أمريكة الشمالية في تِكسان خلال الحرب العالمية الثانية

الدَّنْغَريّ (من اللغة المراثية) هو مصطلح تاريخي لقطعة قماش متين خشن هندي. قد تكون الكلمة مشتقة من Dongri وهي قرية على رصيف الميناء بالقرب من مُمباي. يُشار الآن إلى النسيج القطني قطني ذو خيط سداة مصبوغ بالنيلي باسم الدنيم.